# Kjetil Osvold
Kjetil Osvold (født 5. juni 1961 i Ålesund, Norge) er en norsk tidligere fodboldspiller (midtbane).
Osvolds karriere startede i Kristiansand hos IK Start, hvor han var tilknyttet de første fire sæsoner af sin seniorkarriere, inden han i 1985 skiftede til Lillestrøm. Her var han i 1986 med til at vinde det norske mesterskab, inden han prøvede lykken i England. Efter to sæsoner med få kampe for henholdsvis Nottingham Forest og Leicester City rykkede han videre til græske PAOK Saloniki. Han sluttede sin karriere hjemme i Norge i 1993.
Osvold spillede desuden 37 kampe og scorede tre mål for Norges landshold. Hans første landskamp var et opgør mod Egypten 17. december 1984, hans sidste en venskabskamp mod Grækenland 23. august 1989.

## Titler
Tippeligaen
- 1986 med Lillestrøm